# Вонніч – Варанус-Айленд
Вонніч — Варанус-Айленд — офшорний газопровід у Індійському океані, біля західного узбережжя Австралії.
У 2007 році почалась розробка офшорного газового родовища Вонніч (Wonnich), продукція якого надходить на газопереробний завод на острові Варанус-Айленд. Для цього проклали двонитковий трубопровід довжиною 31 кілометр та діаметром 200 мм. Він починається в районі з глибиною моря 30 метрів, а останні 15 кілометрів прямує в одному коридорі з прокладеним раніше газопроводом Іст-Спар — Варанус-Айленд.
При максимальному операційному тиску на рівні 15,4 МПа пропускна здатність трубопроводу від Вонніч становила 2,12 млн м3 на добу.